# الا ویلر ویلکاکس

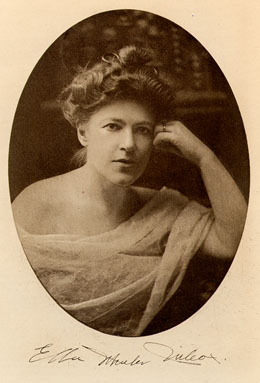
الا ویلر ویلکاکس

الا ویلر ویلکاکس (به انگلیسی: Ella Wheeler Wilcox) (زاده ۵ نوامبر ۱۸۵۰ - درگذشته ۳۰ اکتبر ۱۹۱۹) نویسنده و شاعر آمریکایی بود. شناخته‌شده‌ترین اثر وی سروده‌های اشتیاق (به انگلیسی: Poems of Passion) نام دارد.
از نمونه‌شعرهای او می‌توان به شعر تنهایی اشاره کرد.